# Eden (roman)
Pour les articles homonymes, voir Eden.
Eden (titre original : Eden) est un roman d'anticipation de l'écrivain polonais Stanisław Lem édité à l'origine en 1958 dans le journal Trybuna Śląska (en).